# Јанош Кадар
Јанош Кадар (мађ. Kádár János; Ријека, 26. мај 1912 — 6. јула 1989), мађарски комунистички политичар, активан током револуције 1956. године и лидер Мађарске од 1956. до 1988. године.
Родио се у Ријеци као Ђовани Черманек (Giovanni Csermanek). Ријека је тада била у саставу Аустроугарске монархије. Име Ђовани добио је због закона који су тада владали у граду.

## Биографија
Јаношев отац одбио је признати очинство и плаћати алиментацију његовој мајци. Првих шест година живота провео је са старатељима, касније је враћен мајци која га је школовала. Тамо је био до 14. године, касније се запосливши као дактилографски механичар.
У 17. години постао је члан омладинске синдикалне групе, а у 19. години постаје члан Мађарске комунистичке партије.
Због својих комунистичких идеја и активности је био неколико пута хапшен и затваран. Током Другог светског рата, борио се у чехословачком покрету отпора. Кад се рат завршио, на власт у Мађарској је дошао Маћаш Ракоши, Стаљинистички диктатор који је проводио репресију над противницима.
Године 1956, године избила је револуција коју води реформистички настројени новопостављени премијер Имре Нађ. Кадар подупире те напоре, па је због тога отет и одведен у Москву. Притиснуту претњама, враћа се кући, а совјетски тенкови гуше устанак. Од 1956. до 1958. био је премијер, те поново од 1961. до 1965. године. Након доласка на власт као премијер, на радију је објавио 15 тачака свог програма, којим је желио рећи каква ће бити његова политика. Последње тачка је накнадно повучена јер је било притисака. Ипак, кадарова ера је обележена развојем привреде и повећањем животног стандарда. Смањио је контролу државе над штампом и медијима и увео реформе. У Мађарској његовог доба могло се живети пуно слободније него у другим државама Источног блока.
Имао је скроман стил живота, борио се против корупције, које је ипак било током његове владавине. Са власти је сишао у мају 1988. А у јулу 1989, већ видно сенилан, умире.
Дана 2. маја 2007. његов гроб је оскрнављен на вандалским начин, украдене су његове кости, лобања, и супругина урна. На гробу је остављена порука: "Убица и издајник не може бити покопан на светом тлу."

## Друштвена признања
- Орден I реда Мађарске народне републике(Magyar Népköztársasági Érdemrend I. fokozata) (1950),
- Херој социјалистичког рада, (Szocialista Munka Hőse) (1962, 1972, 1982)
- Херој Совјетског Савеза, (A Szovjetunió Hőse) (1964)[2]
- Лењинов орден за мир, (Nemzetközi Lenin Békedíj) (1977).

## Сопољашње везе
- Животопис 1956
- Кадар и његово време (MEK-OSZK)
- Говор на радију 25. октобар 1956.
- Говор на радију 1. новембар 1956.
- Говор на радију 26. новембар 1956.
- Животопис у лексикону
- Кадар са нама, живот
- Књиге о Јаношу Кадару
- Интервју Јаноша Кадара Тајмсу (1986)